# تشارلز س. بف
تشارلز س. بف (بالإنجليزية: Charles C. Pugh)‏ هو رياضياتي أمريكي، ولد في 1940.

## وصلات خارجية
- الموقع الرسمي